# Hipparchia senthes
Hipparchia senthes is een vlinder uit de onderfamilie Satyrinae van de familie Nymphalidae (aurelia's). De wetenschappelijke naam is voor het eerst geldig gepubliceerd in 1908 door Hans Fruhstorfer.
De soort komt voor in Europa.